# Rick Ankiel
Richard Alexander Ankiel, detto Rick (Fort Pierce, 19 luglio 1979), è un ex giocatore di baseball statunitense.

## Minor League
Ankiel venne selezionato al 2º giro del draft amatoriale del 1997 come 72a scelta dai St. Louis Cardinals. Nello stesso anno iniziò nella Texas League doppio A con gli Arkansas Travelers, chiuse con .400 alla battuta un RBI e un punto (statistica: run) in 8 partite, ottenendo un premio individuale. Successivamente passò nella Pacific Coast League triplo A con i Memphis Redbirds chiudendo con .286 alla battuta, 4 RBI e 3 punti in 16 partite, ottenendo un altro premio.
Nel 2001 giocò nella Appalachian League rookie con i Johnson City Cardinals, finendo con .286 alla battuta, 35 RBI e 21 punti in 41 partite. Nel 2003 passò nella Southern League doppio A con i Tennessee Smokies finendo con .240 alla battuta, 5 RBI e 2 punti in 30 partite.
Nel 2004 sempre con gli Smokies giocò solamente 2 partite. Nel 2005 giocò nella Midwest League singolo A con i Quad Cities River Bandits finendo con .270 alla battuta, 45 RBI e 33 punti in 51 partite, ottenendo un premio. Successivamente passò nella Texas League con i Springfield Cardinals finendo con .243 alla battuta, 30 RBI e 18 punti in 34 partite.
Nel 2007 ritornò nella Pacific Coast League (PCL) con i RedBirds finendo con .267 alla battuta, 89 RBI e 62 punti in 102 partite, ottenendo un premio. Nel 2010 giocò sempre nella PCL con gli Omaha Storm Chasers finendo con .254 alla battuta, 9 RBI e 8 punti in 18 partite.
Nel 2011 giocò una sola partita nella Gulf Coast League rookie con i GCL Nationals finendo con .500 alla battuta. Successivamente giocò un'altra partita nella Eastern League doppio A con gli Harrisburg Senators e infine nella International League triplo A con i Syracuse Chiefs finendo con .143 alla battuta e 2 punti in 2 partite. Nel 2012 giocò nella South Atlantic League singolo A con i Hagerstown Suns finendo con .500 alla battuta, 4 RBI e 2 punti in 3 partite. Successivamente passò nella Eastern League con i Senators finendo con .333 alla battuta, 3 RBI e 3 punti in 4 partite. Infine giocò una sola partita nella International League con i Chiefs finendo con .333 alla battuta e una corsa.

## Major League

### St. Louis Cardinals (1999-2001, 2004, 2007-2009)
Debuttò nella MLB il 23 agosto 1999 contro i Montreal Expos. Chiuse la stagione con .100 alla battuta in 9 partite. Nel 2000 finì con .250 alla battuta, 9 RBI e 8 punti in 33 partite.
Nel 2001 chiuse con .000 alla battuta e un punto in 6 partite. Nel 2004 con i Cardinals giocò solamente 5 partite.
Nel 2007 terminò con .285 alla battuta, 39 RBI e 31 punti in 47 partite. Nel 2008 finì con .264 alla battuta, 71 RBI e 65 punti in 120 partite.
Nella suo ultimo anno con i Cardinals, nel 2009 finì con .231 alla battuta, 38 RBI e 50 punti in 122 partite.

### Kansas City Royals (2010)
Il 22 gennaio 2010 firmò con i Royals un contratto annuale del valore di 3,25 milioni di dollari. Finì con .261 alla battuta, 15 RBI e 14 punti in 27 partite prima di esser ceduto agli Atlanta Braves il 31 luglio insieme a Kyle Farnsworth per Jesse Chavez, Gregor Blanco e Tim Collin.

### Atlanta Braves (2010)
Con i Braves giocò 47 partite terminando con .210 alla battuta, 9 RBI e 17 punti.

### Washington Nationals (2011-2012)
Il 20 dicembre 2010 firmò un contratto annuale del valore di 1,5 milioni di dollari. Nel 2011 finì con .239 alla battuta, 37 RBI e 46 punti in 122 partite. Il 5 febbraio 2012 firmò un altro anno per 1,25 milioni, terminò la stagione con .228 alla battuta, 15 RBI e 15 punti in 68 partite.

### Houston Astros (2013)
Il 1º febbraio 2013 firmò un anno con gli Astros per 750.000 dollari. Il 9 maggio venne svincolato chiudendo con .194 alla battuta, 11 RBI e 6 punti in 25 partite.

### New York Mets (2013-)
Il 13 maggio firmò con i Mets. L'8 giugno venne designato per un suo ricollocamento, dopo 3 giorni divenne free agent.

## Vittorie e premi
- Giocatore dell'anno della Minor league con i Memphis Redbirds (1999)
- Post-Season All-Star della Pacific Coast League con i Redbirds (2007)
- Post-Season All-Star della Texas League con gli Arkansas Travelers (1999)
- Giocatore della settimana della Midwest League con i Quad Cities River Bandits (26 giugno 2005).

## Numeri di maglia indossati
- n° 66 con i St. Louis Cardinals (1999-2001)
- n° 49 con i Cardinals (2004-2007)
- n° 24 con i Cardinals (2007-2009)
- n° 24 con i Kansas City Royals (2010)
- n° 28 con gli Atlanta Braves (2010)
- n° 43 con i Washington Nationals (2011)
- n° 24 con i Nationals (2011-2012)
- n° 28 con gli Houston Astros (2013)
- n° 16 con i New York Mets (2013).